# Budynek dawnego szpitala górniczego w Sławkowie
Budynek dawnego szpitala górniczego w Sławkowie – dom z XVIII wieku, przebudowywany w XIX i XX wieku, znajdujący się w Sławkowie w powiecie będzińskim, wpisany do rejestru zabytków nieruchomych województwa śląskiego.
Tradycja wiąże miejsce z istniejącym tu w XV w. domem, w którym miał się narodzić Świętosław Milczący. Obecny budynek wzniesiony został z fundacji Andrzeja Załuskiego w 1758 r. jako szpital górniczy. Kilkakrotnie odnawiany budynek nie zachował cech stylowych. Nad wejściem widnieje tablica erekcyjna z łacińską inskrypcją i herbem fundatora. Nad tablicą, po obu stronach środkowego okna na pierwszym piętrze, widoczna jest odnowiona polichromia przedstawiająca po lewej stronie postać bł. Świętosława w szatach kapłańskich z krzyżem w ręku, a po prawej św. Stanisława w szatach pontyfikalnych z Piotrowinem u stóp. Od 1800 r. w budynku działała sławkowska szkoła elementarna, a w późniejszych czasach funkcjonowały tu szkoła powszechna i podstawowa (do 1958), a następnie przedszkole. Do maja 2014 r. w dwóch pomieszczeniach na parterze budynku mieściły się biblioteka parafialna i „Caritas”. Po kompleksowej rewitalizacji przeprowadzonej w ramach projektu „Rewitalizacja zabytkowego centrum miasta Sławków – etap I” budynek oddano do użytku 23 listopada 2015 r. Obecnie jest własnością miasta. Mieszczą się w nim Miejski Ośrodek Pomocy Społecznej, Dzienny Dom Pobytu Seniora „Wigor”, świetlica środowiskowa i „Caritas”.

## Galeria

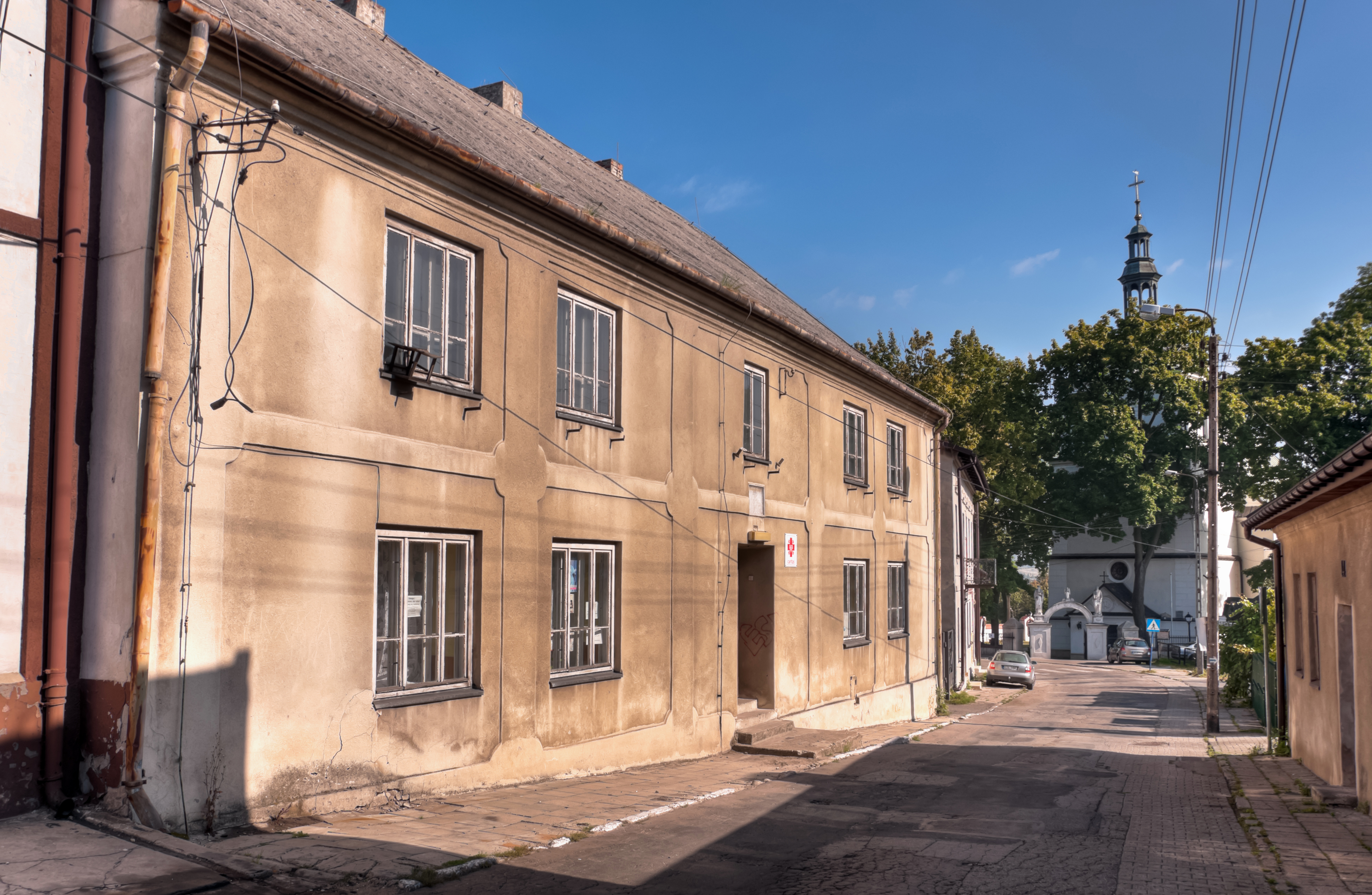
Elewacja (2011)
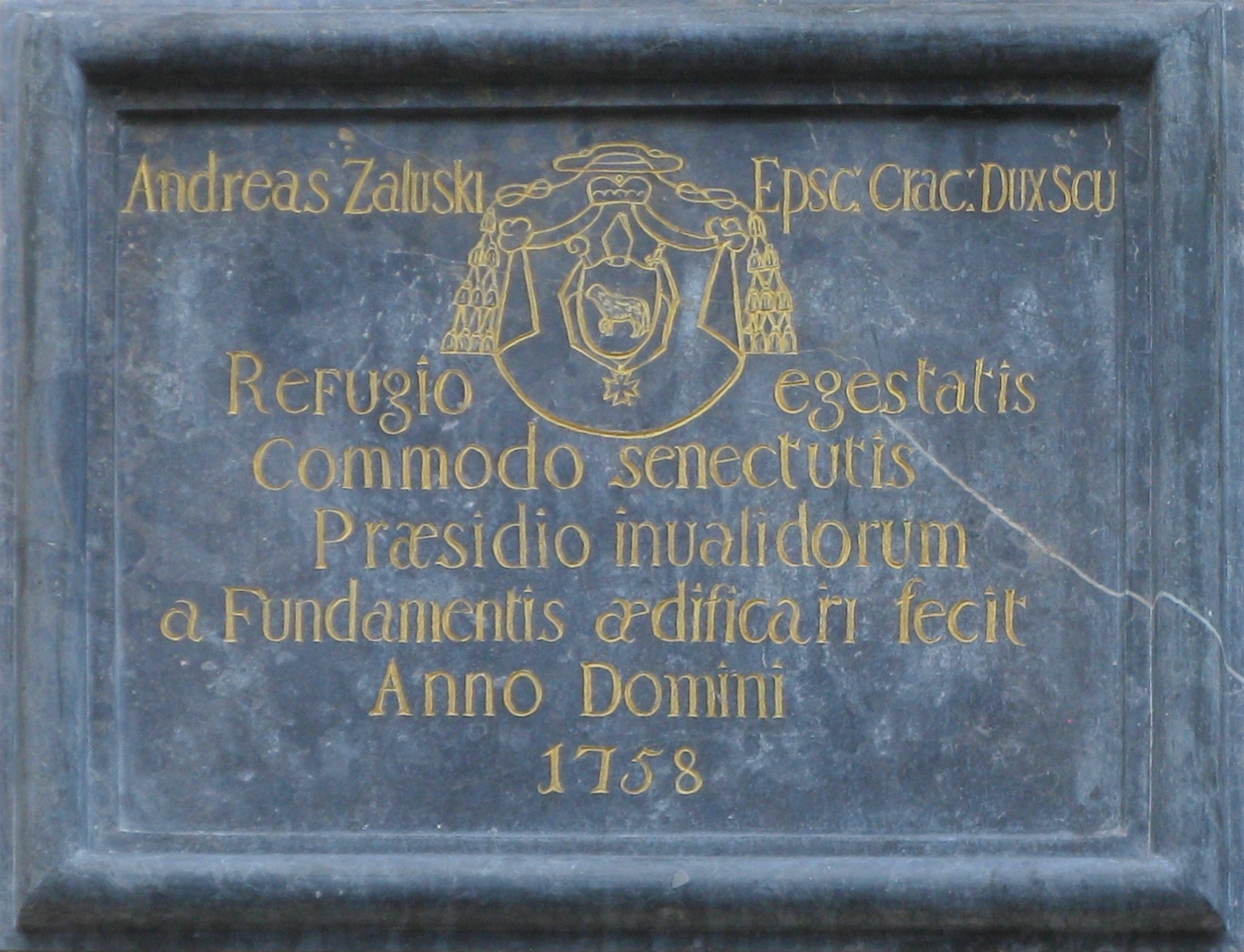
Tablica nad wejściem do budynku (2018)
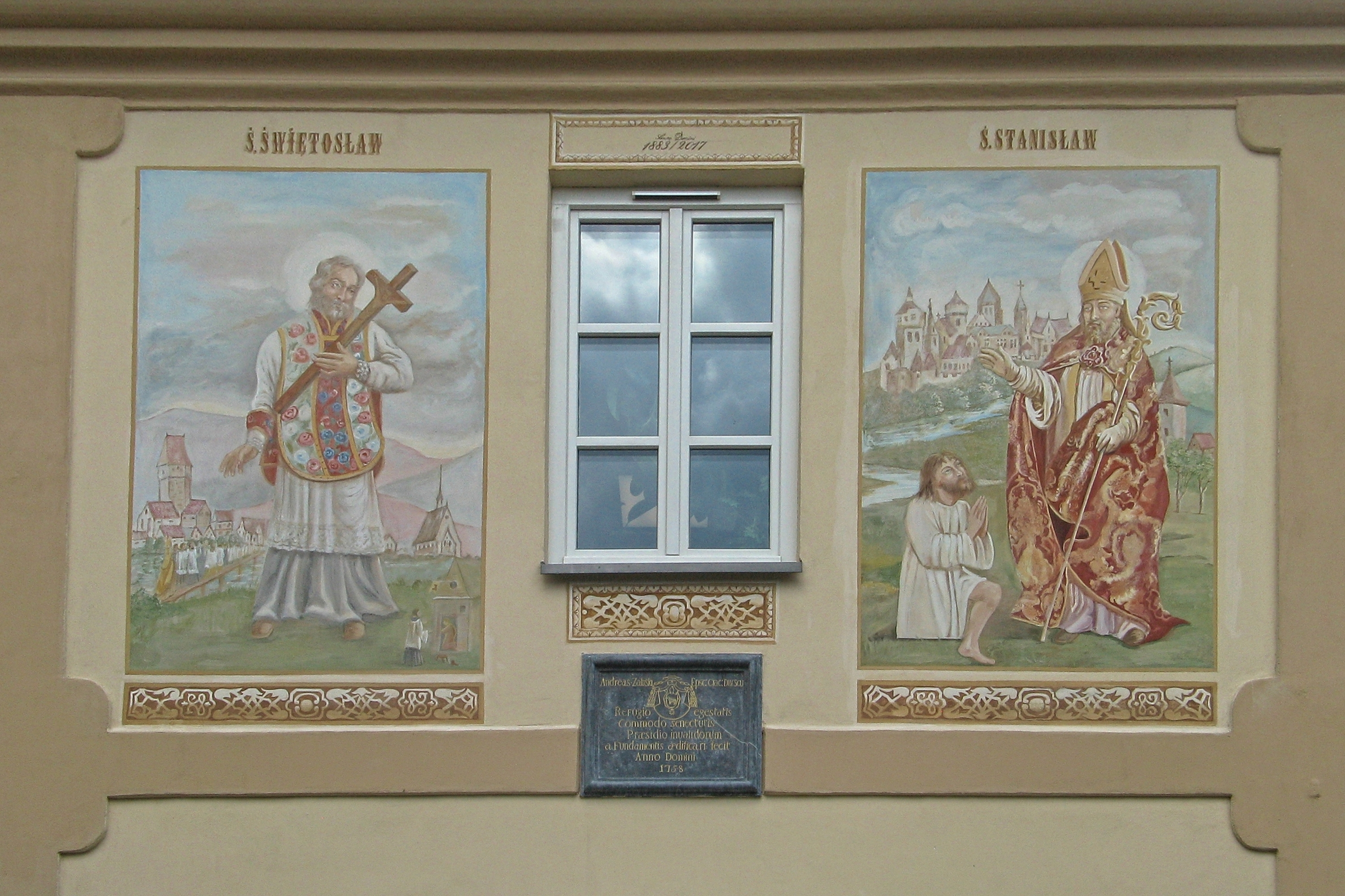
Odtworzone malowidła, Świętosław Milczący i św. Stanisław (2018)